# Emeka Mamale
Emeka Mamale (Zaire; 21 de octubre de 1977 – Kinshasa, República Democrática del Congo; 25 de junio de 2020) fue un futbolista de la República Democrática del Congo que jugó en la posición de delantero centro.

## Carrera

### Club
| Periodo   | Club               |
| --------- | ------------------ |
| 1995-1996 | DC Motema Pembe    |
| 1996-1997 | Pohang Steelers    |
| 1997-1998 | Royal Charleroi SC |
| 1998-1999 | Qwa Qwa Stars      |
| 1999-2000 | Kaizer Chiefs      |
| 2000-2001 | KSC Lokeren        |
| 2002      | AC Cabinda         |
| 2003-2005 | Primeiro de Agosto |
| 2005-2007 | Platinum Stars     |
| 2007-2008 | Hapoel Acre        |
| 2009      | TC Elima           |
| 2010-2011 | DC Motema Pembe    |

### Selección nacional
Jugó para República Democrática del Congo en 15 ocasiones de 1996 a 2001 y anotó un gol; participó en tres ediciones de la Copa Africana de Naciones.

## Muerte
Mamale murió el 25 de junio de 2020 a los 42 años en el hôpital Saint Joseph en Kinshasa de malaria.

## Logros
- Linafoot (1): 1996
- Liga de Campeones de la AFC (1): 1996/97
- Copa Afro-Asiática (1): 1997
- Supercopa de la AFC (1): 1997